# Udo Neumann
Udo Neumann (* 6. April 1963 in Köln) ist ein deutscher Kletterer, Autor und Filmemacher.

## Leben
Neumann ist Diplom-Sportlehrer. Mit dem Klettern begann er 1982, nachdem er zuvor andere Sportarten wie Wildwasserpaddeln betrieben hatte. Seit 2009 trainiert er den Boulderkader des Deutschen Alpenvereins (DAV), dem unter anderem Juliane Wurm, Boulder-Weltmeisterin 2014, Jan Hojer, Boulder-Europameister 2015, und Jonas Baumann, Boulder-Weltcup-Sieger 2009, entstammen. Daneben ist er als Autor und Filmemacher tätig. In zahlreichen Veröffentlichungen schreibt Udo Neumann zu Themen rund um das Klettern. Positiv beurteilt wurden in der Fachpresse vor allem seine Lehrbücher „Lizenz zum Klettern“ und „Lizenz zum Bouldern“.

## Veröffentlichungen
- Performance Rock Climbing (zusammen mit Dale Goddard), Stackpole Books, Mechanicsburg PA 1993, ISBN 0-8117-2219-8
- Performance Rock Climbing (Japanese language edition), Yama-Kei Publishers, Tokyo 1999, ISBN 4635168077
- Der XI Grad: Klettern am Rande des Menschenmöglichen (zusammen mit Klem Loskot), Udini, 2000 (2. Auflage), ISBN 978-3-9804809-4-9
- Lizenz zum Klettern. Udini, 2010 (2. Auflage), ISBN 978-3-9804809-0-1
- Lizenz zum Bouldern. Udini, Köln 2010, ISBN 978-3-9804809-5-6